# Barna busalepke
A barna busalepke (Thymelicus sylvestris) a busalepkefélék családjába tartozó, Európában, Nyugat-Ázsiában és Észak-Afrikában honos lepkefaj. 

## Megjelenése
A barna busalepke szárnyfesztávolsága 2,6-3,3 cm. A szárnyak alapszíne rókavörös, a szárnyszélek és az erek feketén behintettek (ez a nőstények esetében erősebb). A szárnyak fonákja is hasonló alapszínű, az elülső szárnyak csúcstere, a hátulsók középtere és egy keskeny sáv a belső szegélyen szürkével behintett. A nőstény szárnyainak fonákja sötétebb árnyalatú és szürkésebb. A hím illatcsíkja hosszú, a sejt alól a végsőérig nyúlik. A csápvégi bunkó alsó oldala barnásnaracsos (ebben különbözik a nagyon hasonló vonalas busalepkétől).

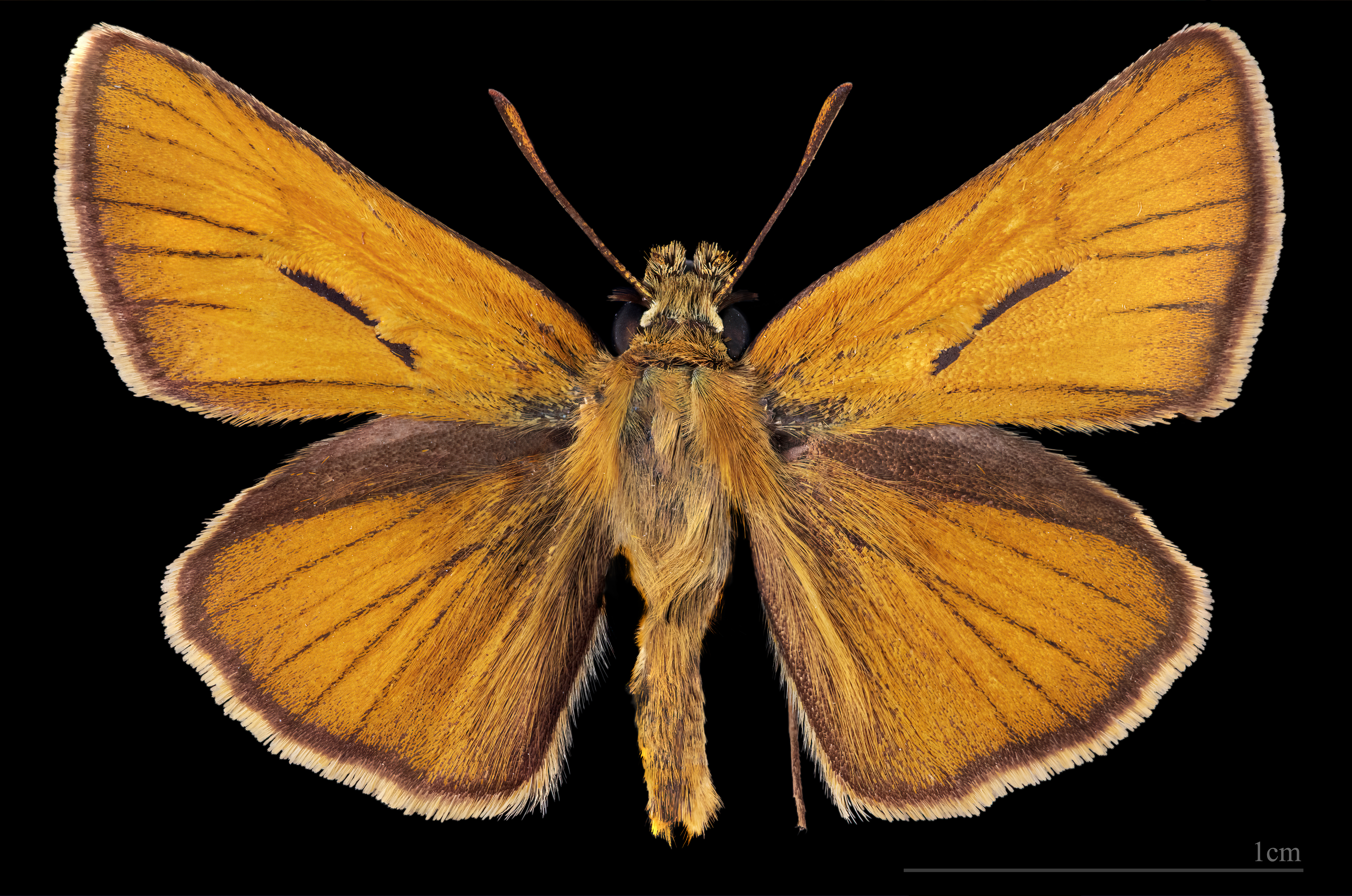
Thymelicus sylvestris ♂
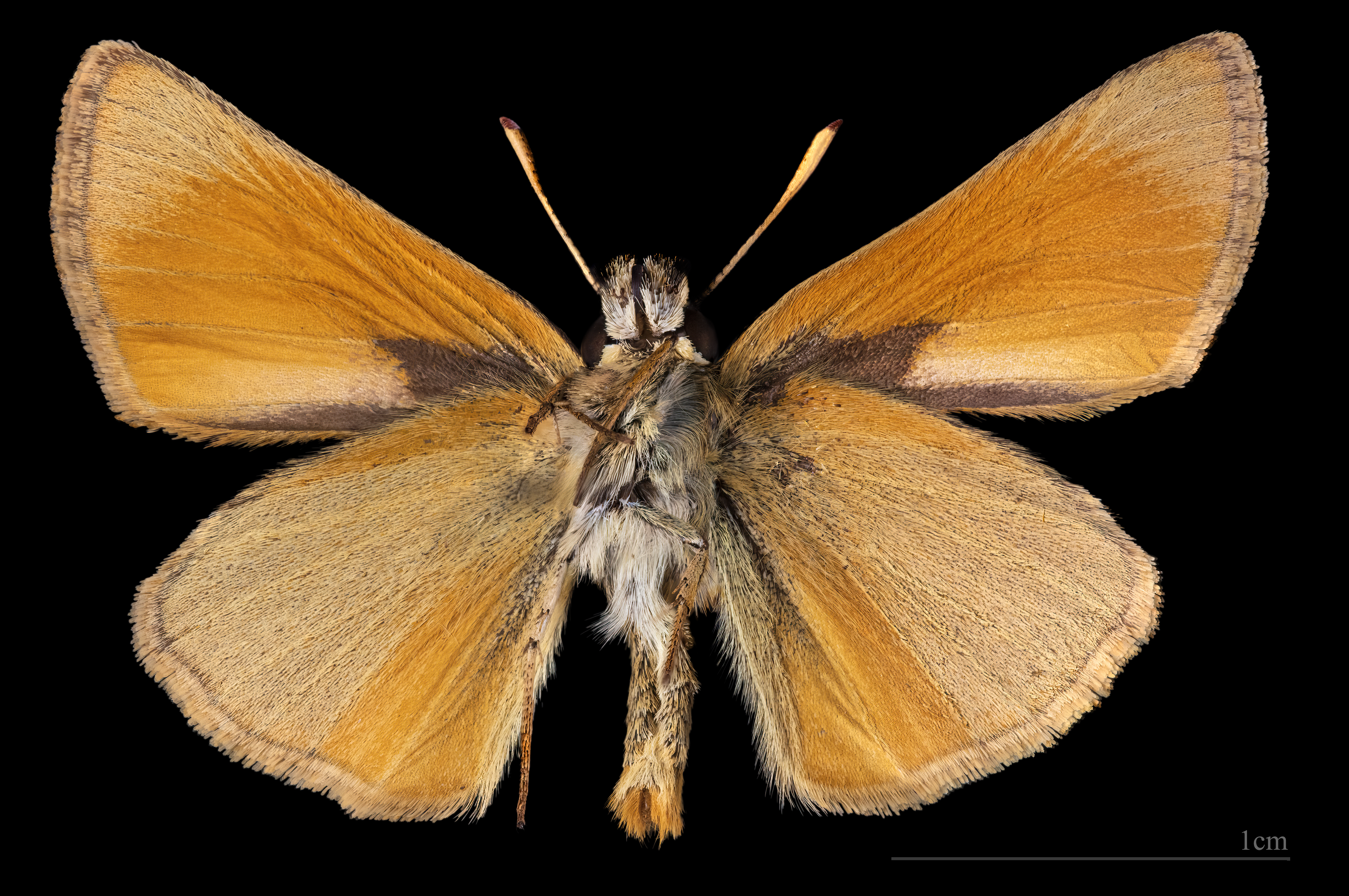
♂ △

Változékonysága nem számottevő.
Petéje ovális alakú, sárgás színű.
Hernyója fakózöld, a hátán sötétebb árnyalatú, rajta két fehér csíkkal. Feje zöld, fekete csík nélkül.

### Hasonló fajok
A vonalas busalepke, az erdei busalepke, a vesszős busalepke és a csíkos busalepke hasonlít hozzá.

## Elterjedése
Európában, a Kaukázusban, Kis-Ázsiában, a Közel-Keleten és Marokkó északi részén honos. Közép- és Nyugat-Európában gyakori. Magyarországon a Dunántúlon és az Északi-középhegységben sokfelé megtalálható, az Alföldön ritkább. 

## Életmódja
Réteken, tisztásokon, mezőkön, erdőszéleken, nedves vagy száraz füves területeken fordul elő, gyakran a hasonló vonalas busalepkével és csíkos busalepkével együtt.   
A nőstény nyár végén, ősz elején rakja le petéit a fűlevelek hüvelyébe, ahol azok kikelnek és a fiatal hernyó kokont fonva maga köré áttelel. Tavasszal különféle fűféléken (pl. Brachypodium, Calamagrostis, Molinia fajok) táplálkozik és a fűszálak összeszövésével készíti búvóhelyét. Májusban bebábozódik. Az imágók június elejétől augusztus végéig repülnek. Kedvenc nektárforrásai a lila/vörös színű, napfényen növő virágok.   

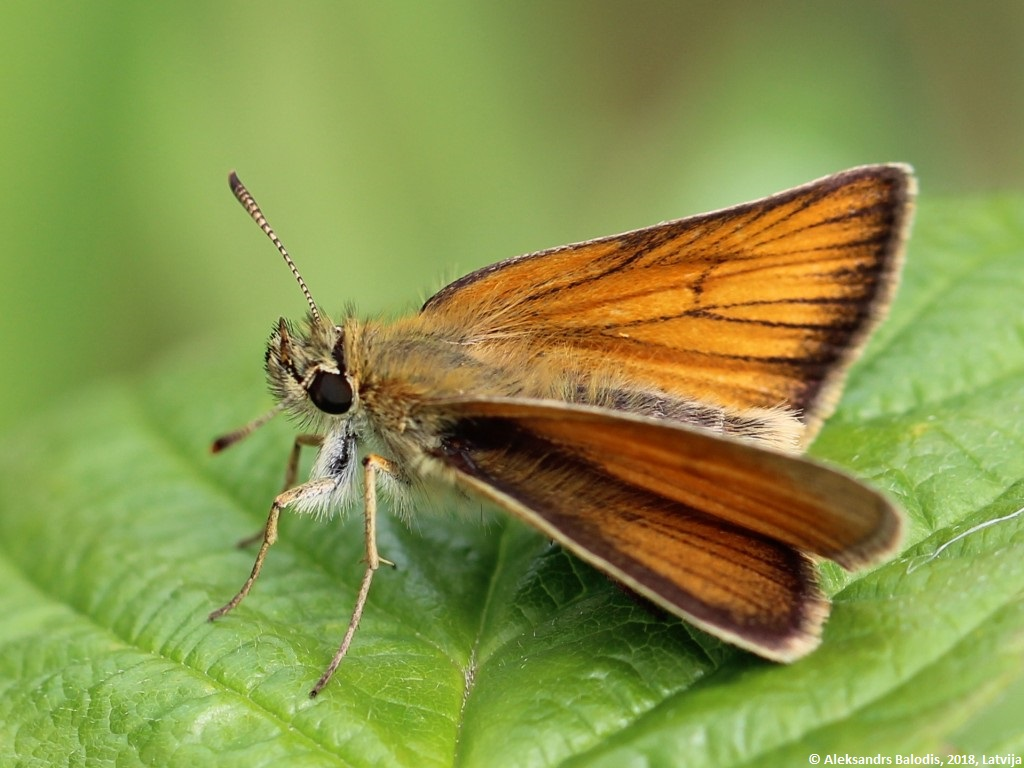
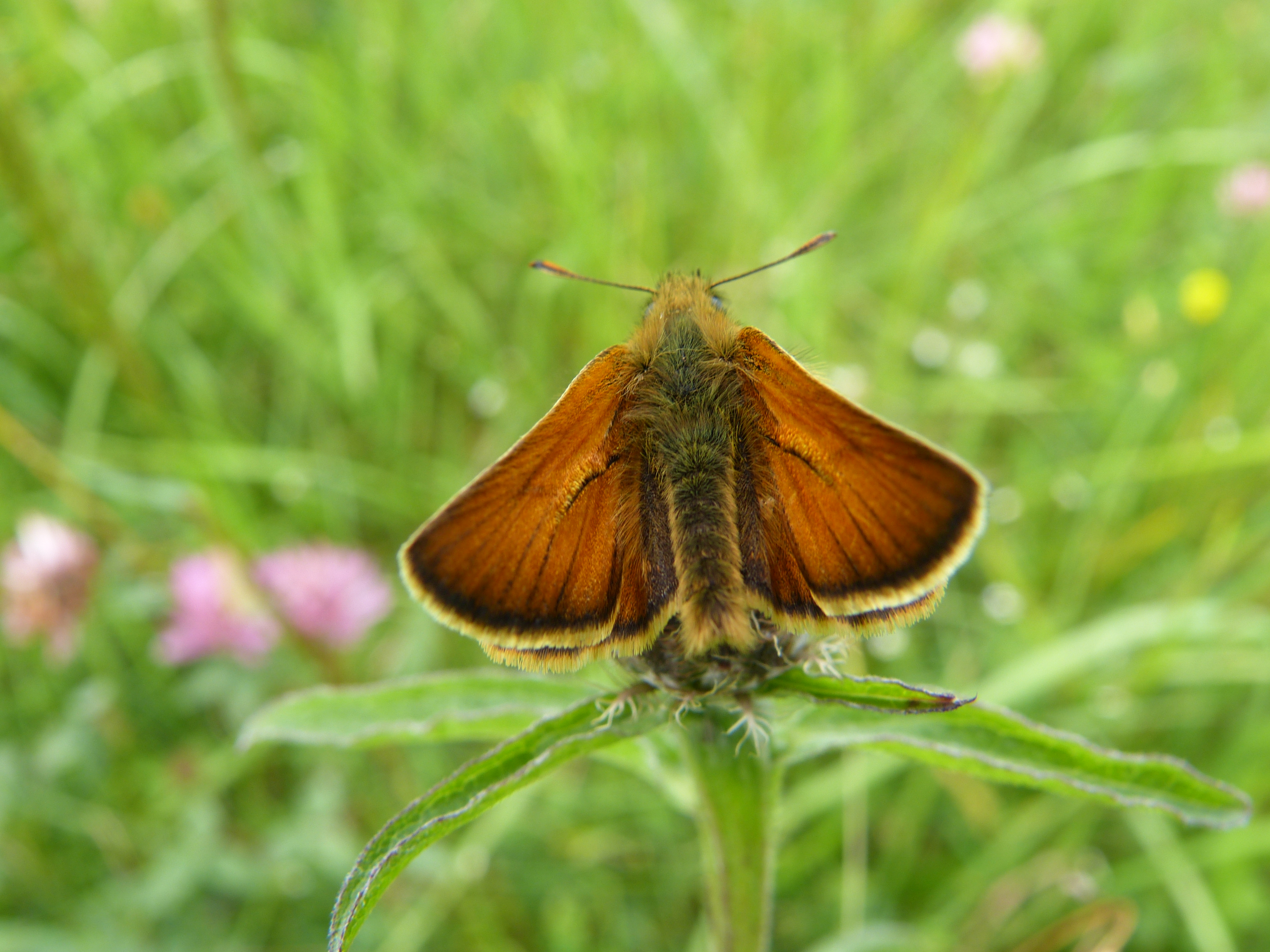
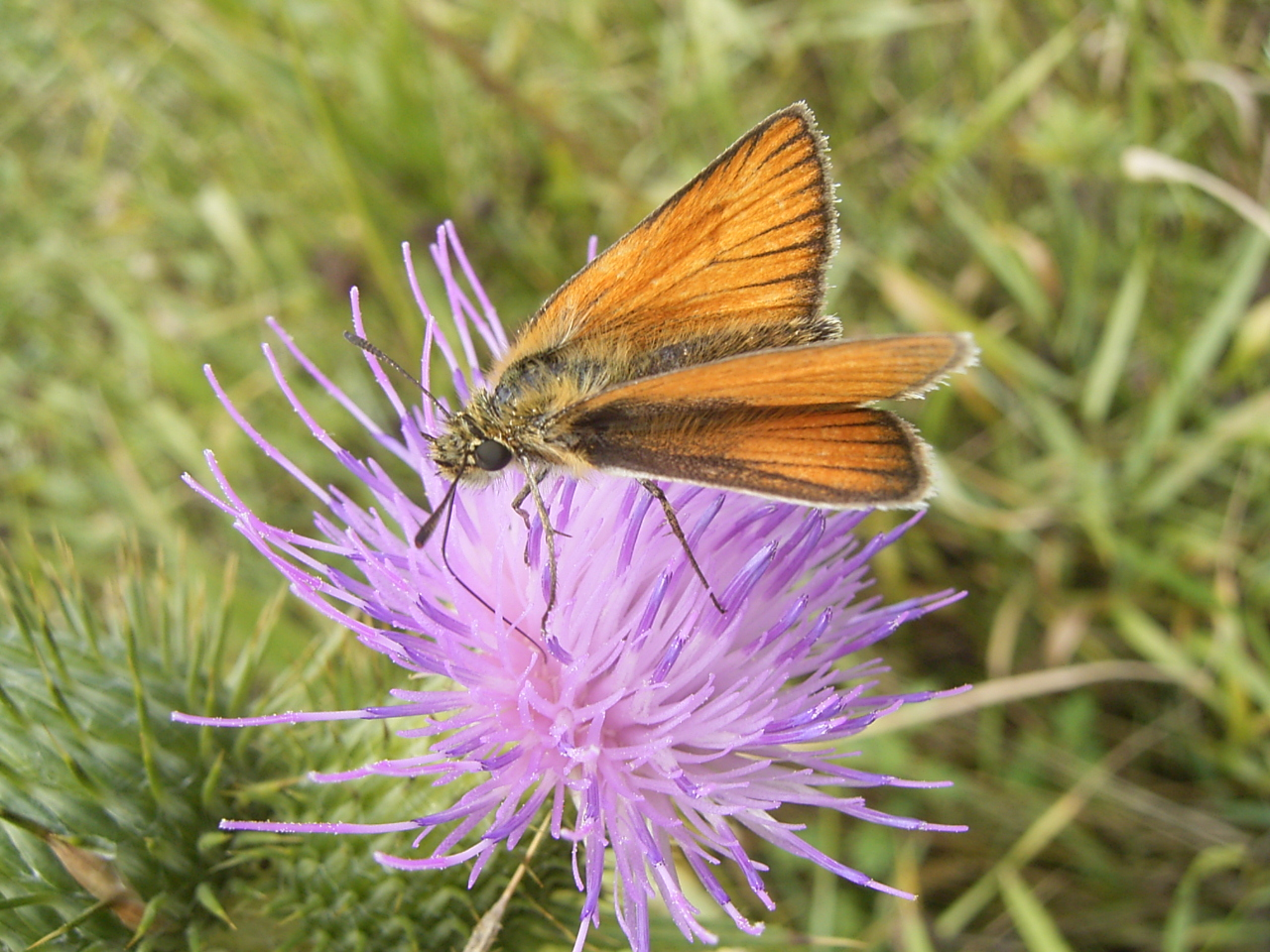
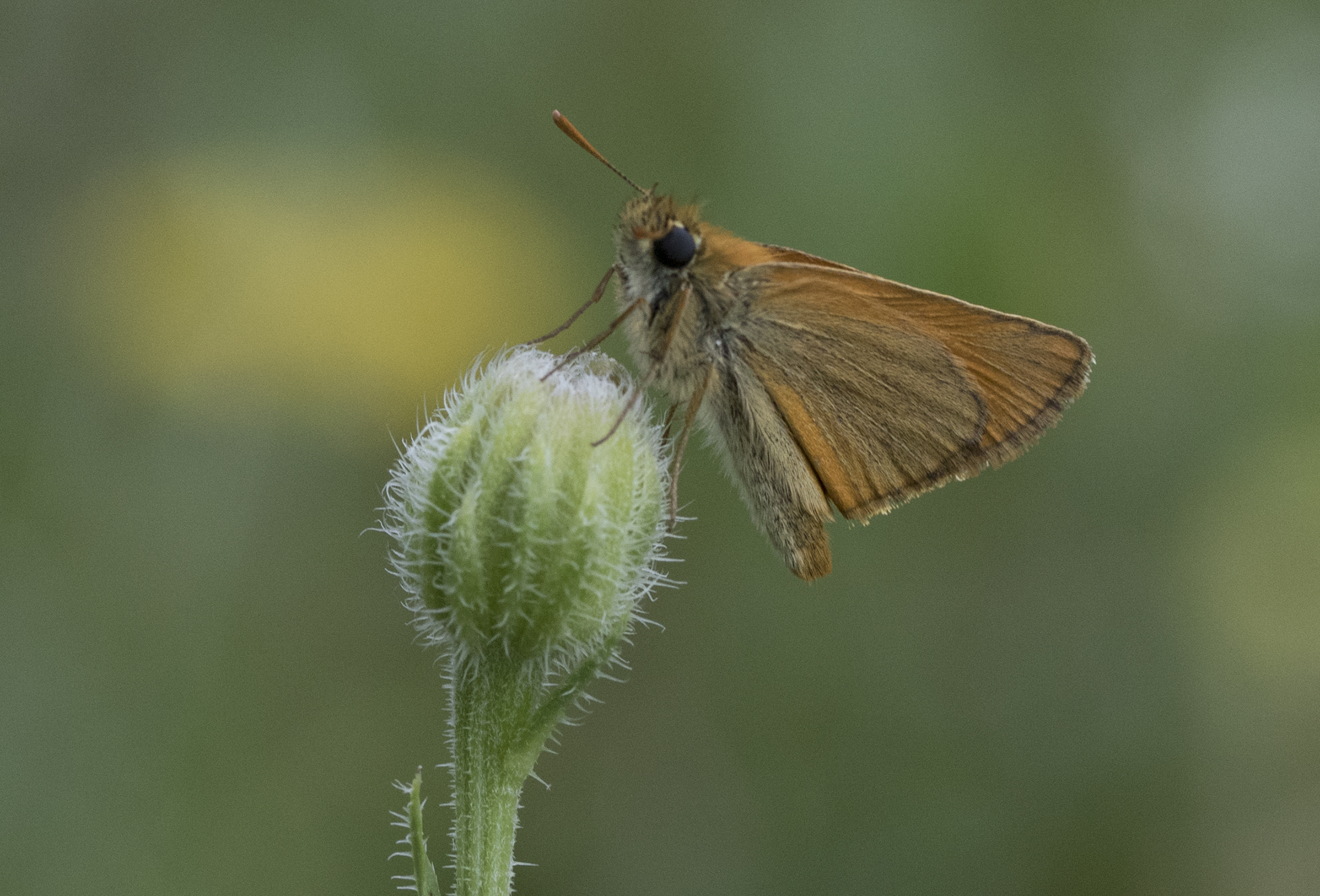

Magyarországon nem védett.